# Aeroporto de Guarapari
O Aeroporto de Guarapari (ICAO: SNGA) é um aeródromo localizado na Praia do morro no município de Guarapari, no estado do Espírito Santo. O aeroporto é administrado pela Prefeitura de Guarapari e tem capacidade para receber aeronaves de pequeno e médio porte.
Suas coordenadas são as seguintes: 20°39'02.00"S de latitude e 40°29'32.00"W de longitude.

## Estrutura
A pista do aeroporto possui 1.088 metros de comprimento por 28 de largura, de asfalto. As cabeceiras são 06/24 que tem áreas de escape de 300 metros em ambas e espaço para hangares e oficinas. O aeroporto também possui sistema de balizamento noturno. O aeroporto pode receber aviões particulares, como turboélices e jatos, de pequeno e médio porte e possui abastecimento.
O terminal é pequeno e normalmente recebe aviões particulares e comerciais relativamente pequenos. Depois da reforma interna chegou a receber os voos da Azul Conecta durante o verão de 2020/2021.
Uma das principais limitações do aeroporto é ter nas cabeceiras da pista um posto de combustível e um grande centro comercial. 

## Histórico de operações comerciais
Entre 1995 e 2002, a TAM operava voos comerciais com o Fokker F-50 entre o Aeroporto da Pampulha e o Aeroporto de Guarapari.
Em fevereiro de 2003, foi anunciado que o novo Aeroporto de Guarapari começaria a ser construído em uma área três vezes maior que o de Vitória. O projeto, que foi aprovado na época pelo Departamento de Aviação Civil, consistia em uma pista de 2,5 mil metros que poderia ser ampliada para uma pista de 3,5 mil metros. A pista possibilitaria, inclusive, pousos e decolagens de voos internacionais. 
Em 2017 o aeroporto foi interditado pela Agência Nacional de Aviação Civil para ajustes na segurança de pousos e decolagens. Na época, o aeroporto realizava uma média de 300 pousos por mês, chegando a mil pousos no verão. 
Após 18 anos sem voos comercias, no verão de 2020/2021 a Azul Conecta, empresa sub-regional da Azul linhas Aéreas Brasileiras, operava um voo diário entre Guarapari e o Aeroporto de Confins (BH) com o Cessna 208B Grand Caravan. 
Em dezembro de 2020 o governo do Espírito Santo inaugurou a nova estrutura do Aeroporto Municipal de Guarapari. 

## Outras operações

### Paraquedismo
O aeroporto também já foi base para lançamento de paraquedistas no Espírito Santo. Os voos eram organizados pela Federação Capixaba de Paraquedistas e realizados a uma altitude de 12 mil metros com queda livre de cerca de 40 segundos e 7 minutos de voo contemplativo com o paraquedas aberto. 

## Curiosidades

### Fokker 100 TAM
Em 9 de julho de 1998, um avião Fokker 100, de matrícula PT-MRG decolou do aeroporto de Congonhas e chegou ao Espírito Santo por volta das 09:50. O avião teria como destino o Aeroporto de Vitória. No entanto, o pouso foi equivocadamente realizado no aeroporto de Guarapari. No momento do pouso o aeroporto não estava com operações e não havia nenhum suporte local para desembarque. O piloto afirmou que os passageiros teriam duas opções: voar por mais 15 minutos em direção à Vitória ou seguir por terra através de taxis fretados pela companhia. Cerca de 45 passageiros escolheram realizar a viagem por terra.
A assessoria de Imprensa da TAM informou na época que o poso foi por perda de sinais enviados pela torre do Aeroporto de Vitória. No entanto, o secretário de Segurança de Voo do Sindicato Nacional dos Aeronautas, na altura, afirmou que, mesmo com a falha do equipamento, existiriam outros mecanismos de auxílio ao piloto. Ele afirmou que o erro provavelmente aconteceu por uma decisão do piloto de fazer o "pouso visual" procedimento realizado uma vez ao ano entre os pilotos, como uma espécie de prova prática.
O Fokker 100 PT-MRG depois passou para as mãos de empresas mexicana e paraguaia e hoje encontra-se em posse da empresa Jet Midwest LLC. 

### Apreensão de Helicóptero
Em 2017 o vereador de Belo Horizonte, Rubens Gonçalves Brito (PSDB), foi preso após pousar um helicóptero no meio da Praia da Bacutia em Guarapari. O pouso foi realizado sem autorização prévia e o helicóptero foi apreendido e conduzido ao aeroporto de Guarapari. 

### Monomotor particular
No dia 19 de fevereiro de 2020, um monomotor particular caiu sobre o escritório de uma loja de construção próximo ao aeroporto. Felizmente, ninguém estava dentro do local. No avião estavam o piloto Luciano Ferreira de Souza, que morreu, e o copiloto Fabiano Luiz Gonçalves. 
O documento do acidente relata que a aeronave decolou de Guarapari com destino ao Aeroporto de Vitória. De acordo com o CENIPA, “Durante a decolagem, a aeronave entrou em emergência e o piloto realizou uma curva acentuada à direita, com intenções de retornar ao aeródromo de origem. A aeronave perdeu altitude e colidiu contra dois galpões. A aeronave ficou destruída e os dois tripulantes sofreram lesões fatais”.